# Marrese Crump
Marrese Crump (4 de enero de 1982) es un artista marcial, actor y coreógrafo estadounidense. Ganó notoriedad por su papel en Wrong Side of Town al lado de Dave Bautista y Rob Van Dam, así como en Tom Yum Goong 2, opuesto al renombrado Tony Jaa.

## Biografía
Crump pasó su infancia en Tampa, Florida, donde practicó deportes como el baloncesto, el atletismo y el fútbol americano en paralelo con las artes marciales. Comenzó a entrenar en estas a los ocho años por su amor al cine de Bruce Lee, aprendiendo taekwondo, boxeo y lucha libre bajo el maestro Kim Jae, que también enseñaba a su hermano. Después se diversificó bajo otros profesores, eskrima, silat y muay thai, además de capoeira, que aprendió como parte de su rehabilitación de una grave lesión de cadera.
Entró en el mundo del cine por el éxito de la película de 2003 Ong-Bak, con cuyos creadores, Prachya Pinkaew y Panna Rittikrai, se puso en contacto. Crump fue inmediatamente contratado por Rittikrai como parte de su equipo coreográfico, el único miembro occidental del mismo. Al mismo tiempo, fue en sus propias clases de eskrima que conoció a Dave Bautista, por entonces luchador de la WWE, al que acompañó como entrenador personal en su séquito, y con el que compartió pantalla en 2008 en Wrong Side of Town.
En 2010 se codeó con RZA, al que Crump había conocido previamente en una proposición fílmica, y con el que trabajó en las coreografías de Man of the Iron Fists. El mismo año, Crump tuvo su debut de altura en la película de Pinkaew Tom Yum Goong 2, estrenada el mismo año. Para este papel, además de exhibir su estilo personal, basado en la capoeira, añadió el estilo de lucha conocido como jailhouse rock de mano de su amigo Daniel Marks. Más tarde, fungió como entrenador personal de Chadwick Boseman en la película de 2018 Black Panther.

## Filmografía
| Año  | Título             | Rol     |
| 2008 | Wrong Side of Town | Markus  |
| 2010 | Tom Yum Goong 2    | No. 2   |
| 2016 | Sultan             | Marrese |
| 2020 | Jiu Jitsu          | Forbes  |
| 2022 | The System         | Freeway |